# Altevatnet
Altevatnet (nordsamiska: Álddesjávri) är en insjö i Bardu kommun i Troms fylke i Norge.

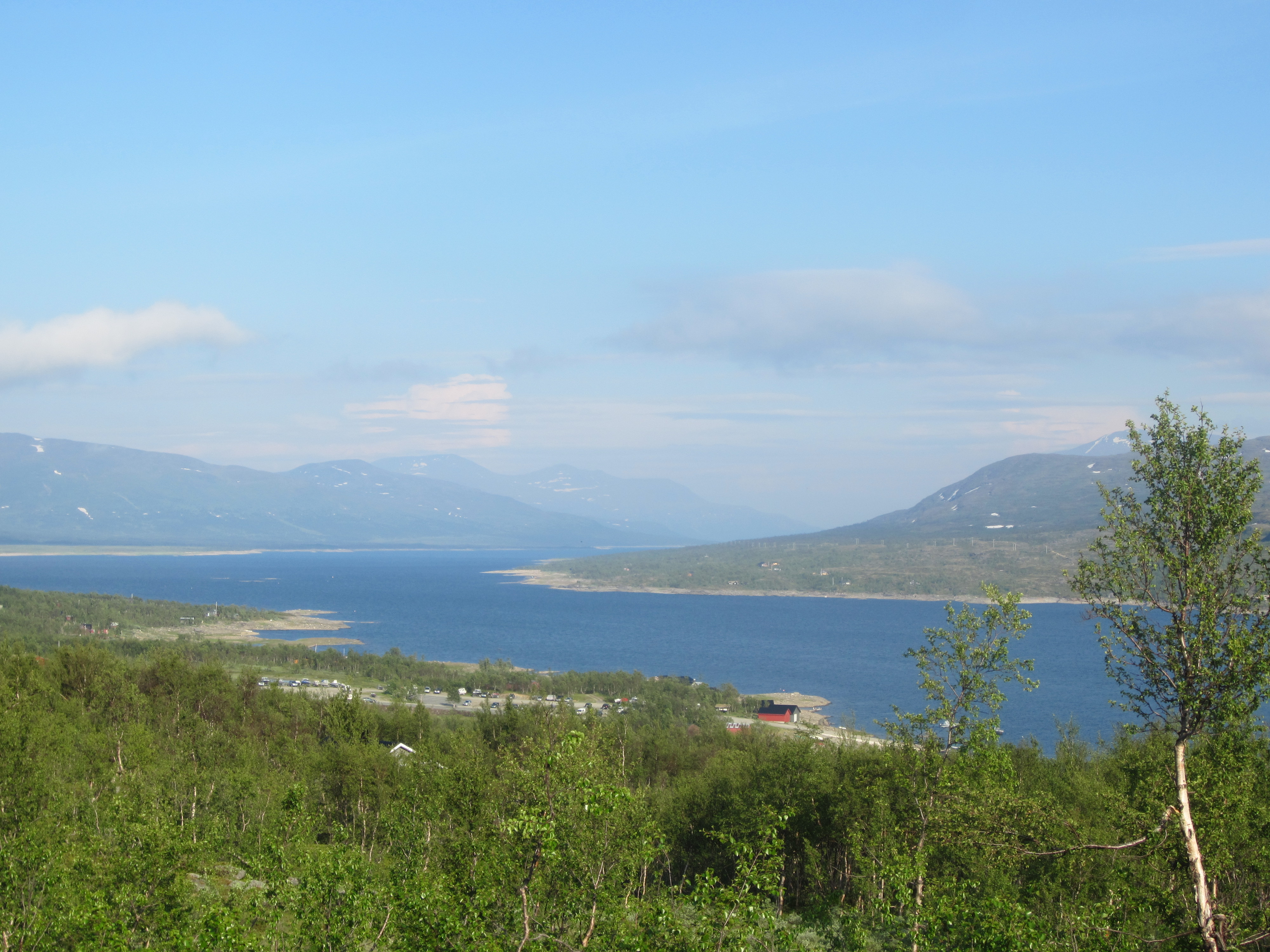
Utsikt över Altevatnet

Altevatnet är Norges elfte största insjö med en yta upp till 80 kvadratkilometer. Den är uppdämd med en högsta magasinvolym på 1 027 m³, och en höjdreglering på mellan 472 och 489 meter över havet.
Magasinets vatten utnyttjas av Innsets kraftverk, Straumsmo kraftverk och Bardufoss kraftverk.
Norr om Altevatnet finns områden som sedan åtminstone mitten av 1600 har brukats som sommarbetesland av Saarivuoma sameby. I samband med kraftverksexploateringen vann samebyn 1968 ett mål genom Altevatndomen av Norges högsta domstol, en dom som var den första i högsta instans i Norge som erkände samernas rätt till upparbetad bruksrätt genom urminnes hävd.
Trots Altevatndomen har samebyn fortfarande svårigheter att hävda renbetesrätt mot den norska reinbetesforvaltningen, svårigheter som har ökat efter 2005, då 1972 års svensk-norska renbeteskonvention löpte ut och Norge infört ensidiga inskränkningar av svenska samers renbetesrättigheter.